# Vijay Kumar Patodi
Vijay Kumar Patodi (Distrito de Guna, Madhya Pradesh, 12 de março de 1945 – Bombaim, 21 de dezembro de 1976) foi um matemático indiano, que trabalhou com topologia e geometria diferencial.
Foi palestrante convidado do Congresso Internacional de Matemáticos em Vancouver (1974 - Riemannian structures and triangulations of manifolds).